# Kimovskij rajon
Il Kimovskij rajon (in russo Алексинский район?) è un rajon dell'Oblast' di Tula, in Russia. Istituito nel 1926, il capoluogo è Kimovsk.